# Гвебра
Гвебра (груз. ღვებრა) — село в Грузии, на территории Местийского муниципалитета края (мхаре) Самегрело-Верхняя Сванетия.

## География
Село находится в северо-западной части Грузии, на правом берегу реки Мулхура (бассейн Ингури), на расстоянии приблизительно 2 километров (по прямой) к востоку от посёлка городского типа Местиа, административного центра муниципалитета. Абсолютная высота — 1585 метров над уровнем моря.

## Население
По результатам официальной переписи населения 2014 года в Гвебре проживало 10 человек (4 мужчины и 6 женщин). В национальной структуре населения грузины составляли 100 %.
| Год  | Население, человек |
| ---- | ------------------ |
| 2002 | 49                 |
| 2014 | ↘ 10               |